# 594. pehotni polk (Wehrmacht)
Za druge 594. polke glejte 594. polk.
594. pehotni polk (izvirno nemško Infanterie-Regiment 594) je bil eden izmed pehotnih polkov v sestavi redne nemške kopenske vojske med drugo svetovno vojno.

## Zgodovina
Polk je bil ustanovljen 15. novembra 1940 kot polk 13. vala na področju Coburga iz delov 183. in 186. pehotnega polka; polk je bil dodeljen 323. pehotni diviziji.
13. in 14. četa sta bili ustanovljeni šele v začetku leta 1942.
15. oktobra 1942 je bil polk preimenovan v 594. grenadirski polk.